# Flash-lager
 For alternative betydninger, se Flash.
Flash-lager eller flash-kort er et skrivbart digitalt lagringsmedie baseret på halvleder-chips og altså uden bevægelige dele, i modsætning til diske, cd'er o.lign.
Kan læses fra vilkårligt mange gange og skrives til et stort, men begrænset antal gange.
Benyttes meget i hukommelseskort (2006) til datalagring i mp3-afspillere, digitale kameraer, flash-kortadaptere og mobiltelefoner, og til dataoverførsel fra disse til andre computere. Nyere udstyr kan faktisk også anvende flashlagre som opstartsmedie i stedet for en harddisk og diskette.
Det skal bemærkes at flashlager-kort som regel er billigere end "løse" flash-ROM chips. Og det er på trods af, at mange flash-lager kort typer har en indbygget mikrocontroller, som kan gøre flashlager-kortet mere driftsikkert og bredere anvendeligt (flashblokskrivningsfordeling, transparent fejlfinding og fejlhåndtering).

## Egenskaber
Disse flash-lager kort har følgende egenskaber:
- En mængde hukommelse: 2 MB – 64 GB (2007).
- Et bestemt spændingsområde f.eks. for SD-kort: 2,7-3,6V. SD-standarden foreskriver: opstart 2,0-3,6V. Operation: 3,1-3,5V.
- Har forskelligt strømforbrug, selv for samme hukommelsesmængde eller mulig højere hastighed.
- Nogle kort har en mekanisk skrivebeskyttelse (lille tab der kan forskydes).
- En grænseflade (et antal elektriske ben og kommunikationsprotokoller):
  - CompactFlash, CF-kort (start 1994) 50 ben (også kompatibelt med 68 ben stik, oprindelig SanDisk), 43mm * 36mm * 3,3mm, CF Type I, tykkelse = 3,3 mm). PCMCIA-ATA grænseflade. PCMCIA kaldes i dag for PC-card, op til 16MB/sek og op til 137GB hukommelse.
  - MemoryStick 10 ben, (oprindelig Sony) – op til 2,45 MB/sek.
  - xD-Picture Card, xD Card 18 ben, (oprindelig Fuji og Olympus) – ingen indbygget mikrocontroller.
  - SmartMedia 22 ben, (1996, 2 gram‚ oprindelig ?).
  - MMC 7 ben (= MultiMedia Card, start 1997, oprindelig Sandisk og Siemens), 32 mm * 24 mm * 1,4 mm (ældre kort).
  - RS-MMC 7 ben, (2003?, 24 mm * 18 mm * 1,4 mm)
  - Secure Digital, SD 9 ben (2 gram, oprindelig Matsushita Electric (Panasonic), Toshiba og SanDisk), 32 mm * 24 mm * 2,1 mm. I princippet MMC kort med mulighed for kryptering. Vistnok bagudkompatibelt med MMC, bortset fra tykkelsen. SD er hurtigere, specielt i Hi-Speed udgaverne. Kortet har som standard FAT16 formatering.
  - miniSD 11 ben (start 2003, 1 gram, 20 mm * 21,5 mm * 1,4 mm) – men kan anvendes i en Secure Digital adapter med 9 ben.
  - microSD 8 ben? (start juli 2005, 0,4 gram), 11 mm * 15 mm * 1 mm – men kan anvendes i bl.a. en Secure Digital og miniSD adapter.
  - Secure Digital High Capacity, SDHC 9 ben (sommer 2006, 2 gram), 32 mm * 24 mm * 2,1 mm.[1] SDHC-kort har hukommelse på mindst 4GByte og op til 2048 GByte = 2 TByte (8 GByte max i 2006). Flash-lagrene fås (2006) i udgaverne Class 2 (garanteret overførselshastighed 2 MByte/sek=16 Mbit/sek), Class 4 (4 MByte/sek), Class 6 (6 MByte/sek). Kortet har som standard FAT32 formatering.
  - Næsten alle ovenstående korttyper kan læses og skrives af en billig flash-kortadapter. PC med Windows og MacOS X har indbyggede drivere til primært FAT16 kompatibilitet.
  - USB-flash 4 ben (dog 9 for USB3) – USB-stik.
- Den mindst internt adresserbare flashblok kan kun skrives til et vist antal gange. Normalt mere end 10.000-100.000 gange.
- Indbygget mikrocontroller, der er kommunikationscentral, som bl.a. sørger for dynamisk adresseoversættelse, med formålet:
- Automatisk fordeling af flashblokskrivninger over hele flashlageret, så bestemte områder ikke rammer skrivningsgrænsen før andre.
- Forskellige flash-lagre kan hver især kommunikere via en busbredde forhandlet "når som helst". F.eks. kan Secure Digital kort anvende 1 bit og 4 bit busbredder. Kun Full-Speed kort kan understøtte 4 bit.
- Forskellige flash-lagre kan hver især kommunikere via en bushastighed forhandlet "når som helst". F.eks. kan Secure Digital kort understøtte fra 0 – 100 Mbit/s. Kun Full-Speed og SDHC-baserede kort kan klare mere end 400 kbit/s.
- Secure Digital-kort eksempelbushastigheder:
  - Understøttes af standard-kort; 0 til 400 kbit/s. SPI mode (separat serial in og serial out).
  - Understøttes af mange kort; 0 til 400 kbit/s? 1 bit SD mode (separat command og data channels og et proprietary transfer format).
  - Understøttes af Full-Speed kort; 0 til 25 Mbit/s. SPI mode (separat serial in og serial out).
  - Understøttes af mange Full-Speed kort?; 0 til 25 Mbit/s? 1 bit SD mode (separat command og data channels og et proprietary transfer format).
  - Understøttes af Full-Speed kort; 0 til 100 Mbit/s. 4 bit SD mode (anvender ekstra ben og nogle reassigned pins) to support 4 bit parallel busbredde overførsel.
  - Dog er det interne flash-lager normalt langsommere, derfor kan det betale sig at se på:
- Flashlagerets "pålydende" hastighed:
  - Står der blot Secure Digital er det som regel standardversionen.
  - Står der "Pro", "Ultra", "II" er det Full-Speed kort med understøttede hastigheder på mere end 400 kbit/s; f.eks. 5-10 Mbit/s.
  - De hurtigste Full-Speed kort har yderligere "47x", "60x", "80x", "150x" og evt. "extreme" på og kan læse mere end 22 Mbit/s og skrive mere end 12 Mbit/s.
- Nogle flash-lagre har transparent fejlfinding: "Error Correction Technology" f.eks. ECC (Error Correcting Code), Hamming kodning.
- Nogle flash-lagre har transparent fejlhåndtering: "Built-in Dynamic Defect Management" – gør sikkert brug af "Error Correction Technology".
  - Kort med denne egenskab har typisk MTBF > 1,000,000 timer.
- Nogle flash-lagre har mulighed for indbygget mikrocontroller firmwareopgradering: "In System Programming (ISP) function".
- Nogle flash-lagre har anti-piratkopiering: CPRM "Content Protection for Recordable Media".

### Kompatibilitet
Ovenstående egenskaber er noget der er kommet efterhånden, det er muligt at et mobiltelefon, mp3-afspiller, digitalkamera og flash-kortlæser ikke kan læse hvis der er for "nye" egenskaber, i de tilfælde er der 3 muligheder:
- Få firmwareopgraderet udstyret (kamera...). Standarden foreskriver at flash-drivere skal være "robuste".
- Opgradere flashlageret. Kun nogle flashlagre kan opgraderes.
- Byt til eller køb et "ældre" flashlager.

## SD, SDHC formattering og formattering med datasletning
- Anvend dette program anbefalet af sdcard.org.[2] Der er en manual på bl.a. engelsk.

## Standarder
- SD Card specification 1.00 (2001).[3]
- SD Memory Card Security Specification Version 1.01 Compliant (CPRM Based).
- SD Specification Version 2.0 for the SDHC (SD High Capacity) Memory Card.[4]